# Szitaformula
A matematikában a halmazelméletben a szitaformula egy halmazok elemszámának meghatározását segítő módszer. Főként a kombinatorikában, a számelméletben és a valószínűségszámításban alkalmazzák.
A képlet az alaphalmaz méretét nem feltétlenül diszjunkt részhalmazainak méretével fejezi ki. A nem diszjunkt halmazok méretének összege a méretet felülről becsli, melyet a metszetek méretének kivonásával korrigál.

## Bővebb leírás

A szitaformula három halmazra

Ismert, hogy ha {\displaystyle A} és {\displaystyle B} véges halmazok, akkor
{\displaystyle |A\cup B|=|A|+|B|-|A\cap B|}
Itt már felismerhető az alapelv: {\displaystyle |A|+|B|} felülről becsüli az {\displaystyle |A\cup B|} unió elemszámát. Ennek korrigálására egyszer ki kell vonni a {\displaystyle |A\cap B|} metszet elemszámát, mivel ezeket az elemeket mind az {\displaystyle A}, mind a {\displaystyle B} halmazhoz hozzászámoltuk, így kétszer lettek beszámolva. 
A módszert kétszer alkalmazva
{\displaystyle |A\cup B\cup C|=|A|+|B|+|C|-|A\cap B|-|A\cap C|-|B\cap C|+|A\cap B\cap C|}
Általában, {\displaystyle n} halmaz esetén a képlet
{\displaystyle X=A_{1}\cup A_{2}\cup \dotsb \cup A_{n}}
- Első közelítésként az összes halmaz elemszámát beleszámoltuk. Ez egy felső becslés.

{\displaystyle X=A_{1}\cup A_{2}\cup \dotsb \cup A_{n}}
- Második közelítésként kivonjuk a páronként képzett metszetek elemszámát, mivel ezeket kétszer számoltuk. Ezzel egy alsó becslést kapunk.

{\displaystyle |X|\geq \sum _{1\leq i\leq n}|A_{i}|~-\sum _{1\leq i<j\leq n}|A_{i}\cap A_{j}|}
- Az előző művelettel töröltük a hármas metszetek elemszámát az összegből, így azt újra hozzá kell adnunk. Ez egy felső becslés.

{\displaystyle |X|\leq \sum _{1\leq i\leq n}|A_{i}|~-\sum _{1\leq i<j\leq n}|A_{i}\cap A_{j}|~+\sum _{1\leq i<j<k\leq n}|A_{i}\cap A_{j}\cap A_{k}|}
- Az előző művelettel kétszer hozzáadtuk a négyes metszetek elemszámát, így azt újra le kell vonnunk. Ez egy alsó becslés.

{\displaystyle |X|\geq \sum _{1\leq i\leq n}|A_{i}|~-\sum _{1\leq i<j\leq n}|A_{i}\cap A_{j}|~+\sum _{1\leq i<j<k\leq n}|A_{i}\cap A_{j}\cap A_{k}|~-\sum _{1\leq i<j<k<l\leq n}|A_{i}\cap A_{j}\cap A_{k}\cap A_{l}|}
- Így haladunk tovább, amíg el nem fogynak a metszetek.

A kételemű esetről általánosítható teljes indukcióval.

## Alternatív alak
Az 
{\displaystyle |X|=\sum _{\emptyset \not =I\subseteq \{1,\dotsc ,n\}}\left(-1\right)^{|I|+1}|A_{I}|}
képlet írható úgy is, mint
{\displaystyle |X|=\sum _{{I\subseteq \{1,\dotsc ,n\},} \atop {|I|~{\text{páratlan}}}}|A_{I}|-\sum _{{\emptyset \not =I\subseteq \{1,\dotsc ,n\},} \atop {|I|~{\text{páros}}}}|A_{I}|}
hiszen a páratlan elemszámú metszeteket hozzáadjuk, a páros számúakat kivonjuk.

## Alkalmazása
Poincaré és Sylvester szitaformulája a valószínűségekre alkalmazza a képletet:
Legyen {\displaystyle (\Omega ,\Sigma ,P)} valószínűségi tér, és legyenek  {\displaystyle A_{i}} események benne. Ekkor
{\displaystyle P\left(\bigcup _{i=1}^{n}A_{i}\right)=\sum _{k=1}^{n}\left((-1)^{k+1}\!\!\sum _{I\subseteq \{1,\dotsc ,n\}, \atop |I|=k}\!\!\!\!P\left(\bigcap _{i\in I}A_{i}\right)\right)}
A mértékek additivitása miatt a bizonyítás egy az egyben átvihető a valószínűségszámításba. Például három eseményre
{\displaystyle {P(A\cup B\cup C)=P(A)+P(B)+P(C)-P(A\cap B)-P(A\cap C)-P(B\cap C)+P(A\cap B\cap C)}}.
Általában is igaz véges mértékű halmazalgebrákra.

## Példa
Szokás, hogy karácsony előtt egy-egy közösség úgy dönt, hogy véletlenszerűen döntik el, ki kit ajándékoz meg. Hogyha valakinek saját magát kellene megajándékoznia, akkor az elveszi az ő meglepetését. Kérdés, mekkora ennek a valószínűsége?
Matematikailag kifejezve a keresett esemény A := Legalább egy tagnak saját magát kell megajándékoznia. Ez ekvivalens az Ai := Az i-edik tagnak saját magát kell megajándékoznia események uniójával, ahol {\displaystyle i\in \{1,\dotsc ,n\}}, ahol n a részt vevők száma.
A szitaformulával
{\displaystyle P\left(\bigcup _{i=1}^{n}A_{i}\right)=\sum _{k=1}^{n}\left((-1)^{k+1}\!\!\sum _{I\subseteq \{1,\dotsc ,n\}, \atop |I|=k}\!\!\!\!P\left(\bigcap _{i\in I}A_{i}\right)\right)}
Mivel az azonos méretű metszethalmazok valószínűsége egyenlő, ez a következő alakra egyszerűsíthető: 
{\displaystyle {nP(A_{1})-{\binom {n}{2}}P(A_{1}\cap A_{2})+{\binom {n}{3}}P(A_{1}\cap A_{2}\cap A_{3})-{\binom {n}{4}}P(A_{1}\cap A_{2}\cap A_{3}\cap A_{4})}}
{\displaystyle {+{\binom {n}{5}}P(A_{1}\cap A_{2}\cap A_{3}\cap A_{4}\cap A_{5})-\dotsb +\dotsb +(-1)^{n+1}P(A_{1}\cap \dotsb \cap A_{n})}},
Annak a valószínűsége, hogy {\displaystyle k} adott tag a saját ajándékát kapja:
{\displaystyle P(A_{1}\cap A_{2}\cap A_{3}\cap \dotsb \cap A_{k})={\frac {1}{n\cdot (n-1)\cdot (n-2)\cdot \dotsm \cdot (n-k+1)}}}.
A binomiális együtthatók definíciója alapján
{\displaystyle {P(A_{1}\cup \dotsb \cup A_{n})=n\cdot {\frac {1}{n}}-{\frac {n(n-1)}{1\cdot 2}}\cdot {\frac {1}{n(n-1)}}+{\frac {n(n-1)(n-2)}{1\cdot 2\cdot 3}}\cdot {\frac {1}{n(n-1)(n-2)}}}}
{\displaystyle {-{\frac {n(n-1)(n-2)(n-3)}{1\cdot 2\cdot 3\cdot 4}}\cdot {\frac {1}{n(n-1)(n-2)(n-3)}}+{\frac {n(n-1)(n-2)(n-3)(n-4)}{1\cdot 2\cdot 3\cdot 4\cdot 5}}\cdot {\frac {1}{n(n-1)(n-2)(n-3)(n-4)}}}}
{\displaystyle {-\dotsb +\dotsb -\dotsb +\dotsb +(-1)^{n+1}\cdot {\frac {1}{1\cdot 2\cdot 3\cdot \dotsm \cdot n}}}}.
Egyszerűsítve
{\displaystyle {P(A_{1}\cup \dotsb \cup A_{n})=1-{\frac {1}{1\cdot 2}}+{\frac {1}{1\cdot 2\cdot 3}}-{\frac {1}{1\cdot 2\cdot 3\cdot 4}}+{\frac {1}{1\cdot 2\cdot 3\cdot 4\cdot 5}}-\dotsb +\dotsb -\dotsb +\dotsb +(-1)^{n+1}\cdot {\frac {1}{1\cdot 2\cdot 3\cdot \dotsm \cdot n}}}}.
Rövidebben
{\displaystyle P(A_{1}\cup \dotsb \cup A_{n})=1-\sum _{k=0}^{n}{\frac {(-1)^{k}}{k!}}}
Nagy csoportok esetén az {\displaystyle k!} faktoriális nagyon nagy, és a tagok száma is nagyon megnő. Ekkor célravezető az {\displaystyle n\to \infty } határértéket felhasználni:
{\displaystyle \lim _{n\to \infty }\left(1-\sum _{k=0}^{n}{\frac {(-1)^{k}}{k!}}\right)=1-\sum _{k=0}^{\infty }{\frac {(-1)^{k}}{k!}}=1-e^{-1}=1-{\frac {1}{e}}\approx 63{,}2\,\%}
A sorfejtésben a természetes exponenciális függvény  {\displaystyle 0} körüli Taylor-sorát ismerhetjük fel a {\displaystyle x=-1} helyen. A határérték {\displaystyle 1-{\frac {1}{e}}}, ami azt jelenti, hogy nagy csoportokban körülbelül  {\displaystyle 63{,}2\,\%} annak az esélye, hogy legalább egyvalaki a saját ajándékát kapja.

## Fordítás
Ez a szócikk részben vagy egészben  a   Prinzip von Inklusion und Exklusion című német Wikipédia-szócikk fordításán alapul.  Az eredeti cikk szerkesztőit annak laptörténete sorolja fel. Ez a jelzés csupán a megfogalmazás eredetét és a szerzői jogokat jelzi, nem szolgál a cikkben szereplő információk forrásmegjelöléseként.